# Новолеушковский район
Новолеушковский район — административно-территориальная единица в составе Азово-Черноморского и Краснодарского краёв, существовавшая в 1934—1953 годах. Центр — станица Новолеушковская
Новолеушковский район был образован 28 декабря 1934 года в составе Азово-Черноморского края. В его состав вошли 4 сельсовета: Новолеушковский, Новопластуновский, Среднечелбасский и Старолеушковский.
13 сентября 1937 года Новолеушковский район вошёл в состав Краснодарского края.
22 августа 1953 года Новолеушковский район был упразднён. Его территория в полном составе была передана в Павловский район.